# Breakfast in Bed (Joan Osborne)
Breakfast in Bed è un album in studio della cantautrice statunitense Joan Osborne, pubblicato nel 2007.

## Tracce
1. I've Got to Use My Imagination (Gerry Goffin, Barry Goldberg)
2. Ain't No Sunshine (Bill Withers)
3. Midnight Train to Georgia (Jim Weatherly)
4. Baby Is a Butterfly (Osborne)
5. Breakfast in Bed (Eddie Hinton, Donnie Fritts)
6. Cream Dream (Osborne)
7. Natural High (Charles McCormick)
8. Heart of Stone (Osborne)
9. Sara Smile (Daryl Hall, John Oates)
10. Eliminate the Night (Osborne)
11. Break Up to Make Up (Thom Bell, Linda Creed, Kenneth Gamble)
12. I Know What's Goin' On (Osborne)
13. Alone with You (Osborne)
14. Kiss and Say Goodbye (Winfred Lovett)
15. Heat Wave (Holland–Dozier–Holland)
16. What Becomes of the Brokenhearted (William Weatherspoon, James Dean, Paul Riser)
17. Everybody Needs a Friend (Curtis Mayfield) (bonus track)